# Yndolacia lopadorrhynchoides
Yndolacia lopadorrhynchoides is een borstelworm uit de familie Yndolaciidae. Het lichaam van de worm bestaat uit een kop, een cilindrisch, gesegmenteerd lichaam en een staartstukje. De kop bestaat uit een prostomium (gedeelte voor de mondopening) en een peristomium (gedeelte rond de mond) en draagt gepaarde aanhangsels (palpen, antennen en cirri).
Yndolacia lopadorrhynchoides werd in 1987 voor het eerst wetenschappelijk beschreven door Støp-Bowitz.